# 兵庫県道196号五社停車場線
兵庫県道196号五社停車場線（ひょうごけんどう196ごう ごしゃていしゃじょうせん）は、兵庫県神戸市北区を通る一般県道である。

## 概要
神戸電鉄三田線 五社駅から兵庫県道15号神戸三田線交点に至る。

### 路線データ
- 起点：神戸市北区有野町有野（神戸電鉄三田線 五社駅前）
- 終点：神戸市北区有野町有野（兵庫県道15号神戸三田線交点）

## 路線状況

### 道路施設

#### 橋梁
- 清瀧橋（有野川、神戸市北区）

## 地理

### 通過する自治体
- 神戸市（北区）

### 交差する道路
| 交差する道路           | 交差する場所 | 交差する場所 |
| ---------------------- | ------------ | ------------ |
| 兵庫県道15号神戸三田線 | 有野町有野   | 終点         |

### 沿線
- 神戸電鉄三田線 五社駅
- 阪神高速7号北神戸線 7-17 五社出入口